# キューピット・パラサイト
『キューピット・パラサイト』は、オトメイトより2020年8月20日に発売されたNintendo Switch用ゲームソフト。

## 概要
2019年6月1日・2日に開催された「オトメイトパーティー2019」にて新規展開ゲームのタイトルとして発表された。2021年4月11日に開催されたイベント「Dessert de Otomate」にて舞台化が発表された。

## あらすじ
恋の女神・キューピットである主人公は、毎日天界から人間たちの縁結びを行っていたが、マーズ神と縁結びについての意見の相違から親子喧嘩したことを切っ掛けに人間界へと家出する。人間界に降り立った主人公は、「ロサンヨーク」という街にある大手の結婚相談所「キューピット・コーポレーション」のブライダルアドバイザーとしてキューピットの力を使わずにより多くの縁結びを行うことでマーズ神に自分の意見が正しいことを証明しようと考える。「キューピット・コーポレーション」に就職し、僅か2年で成婚数№1のトップ・ブライダルアドバイザーとなった主人公はある日、社長に呼び出される。それは、社内で特に問題のある会員5人、通称・「Parasite5（パラサイトファイブ）」を成婚させることができれば、主人公を昇進させるという話だった。主人公は、社内のどんなアドバイザーも匙を投げた「Parasite5」を成婚させること、それにより昇進することで、自分が人間界に来た目的を達成することができると考え、「Parasite5」の成婚に向けて奮闘することになる。

## 登場人物

### 主要人物
リネット・ミラー
演 - 齋藤千尋
※名前変更可能
本作の主人公。恋の女神・キューピット。「キューピット・コーポレーション」のトップ・ブライダルアドバイザー。
マーズ神との親子喧嘩を機に、人間界へ降臨した。キューピットとして人間たちの縁結びを行うのに忙しく、自身に向けられる好意に疎い。
現在は神獣のちーちゃん、ルームメイトのクラリスと一緒に暮らしている。神獣のちーちゃんは人間には見えない。
ギル・ラヴクラフト
声 - 木村良平 / 演 - こんどうようぢ
24歳。血液型O型。身長178cm。フリーエディター。主人公の大学時代の先輩・元ルームメイト。「Parasite5」の1人。
大学時代に世間知らずな主人公の世話を焼く内に主人公に恋をするが、好意に気付いてもらえず失恋。大学卒業時にルームシェアを解消した。
主人公への失恋を忘れるために会員となるも、紹介された相手を失恋した相手と比較する厄介な会員・失恋パラサイト。
シェルビー・スネイル
声 - KENN / 演 - 小林涼
32歳。血液型A型。身長185cm。「キューピット・コーポレーション」の社長。「Parasite5」の1人。
独身だが、ある一件から世間では愛妻家と認識されている。イメージダウンを考え、結婚するために匿名で会員となった。
アドバイザーとの面談や紹介された相手とのデートにおいても、自身の正体を明かさずに秘書を代理に立てて行う。
SSランクの地位に執着し、地位向上のために仕事中心の生活をしている厄介な会員・地位パラサイト。
ラウル・アコニット
声 - 八代拓 / 演 - 中山優貴（SOLIDEMO）
21歳。血液型B型。身長183cm。映画俳優。「Parasite5」の1人。
初の恋愛映画に出演することになり、恋の演技に必要な恋心を学ぶために会員となる。あくまで勉強のためであり、結婚する気はない。
神話の研究や考察が趣味で、話す話題は神話ばかりのため、周囲と話が合わない厄介な会員・趣味パラサイト。
螢彩院・F・琉輝（ケイサイイン・F・リュウキ）
声 - 榎木淳弥 / 演 - 星元裕月
19歳。血液型AB型。身長174cm。ファッションデザイナー。「Parasite5」の1人。
「キューピット・コーポレーション」を利用して結婚した姉によって勝手に会員登録されていただけで、本人に結婚する意欲は低い。
人や物に対して色が見える「共感覚」の持ち主。ミストを常に持ち歩くほど美意識が高く、外見偏差値の低い人を人として認識しない厄介な会員・外見パラサイト。
アラン・メルヴィル
声 - 古川慎 / 演 - 宮城紘大
28歳。血液型？型。身長181cm。高級枕店「ラグジュアリー・ピロー」の技術者。「Parasite5」の1人。
『結婚に興味がある』という理由で会員になったそうだが、自分に恋している女性より他人に恋している女性が好きだという謎めいた人物。
また、『恋人はシェアするもの』という結婚に向かない考え方を持っている。想い人のいる女性や恋人のいる女性を口説き、略奪する厄介な会員・略奪パラサイト。

### その他の人物
ピーター・フラージュ
声 - 岡本信彦 / 演 - 岩永徹也
主人公や「Parasite5」が出演することになったTV番組のアシスタントディレクター。
マーズ
声 - 三上哲 / 演 - 久高将史（声の出演のみ）
戦争を司る神・マーズ神。主人公の父親的存在。
ミネルヴァ
声 - 沢海陽子
知恵を司る女神・ミネルヴァ神。主人公の叔母的存在。
クラリス・ティア
声 - 花村さやか / 演 - 石井陽菜
主人公の大学時代からの親友でルームメイト。「キューピット・コーポレーション」の同僚。
オーウェン・ヘリオット
声 - 神原大地 / 演 - 工藤大夢
「キューピット・コーポレーション」の社長秘書。
キャサリン・スペード
声 - 日野由利加
「キューピット・コーポレーション」に入会希望の女性。
ボンバー・チョリソー
演 - 田中雄飛
婚活シェアハウスTV番組『PARASITE HOUSE』の番組司会。

## 主題歌
オープニングテーマ「恋はあせらず」
作曲 - 西岡和哉 / 編曲 - The Biscats & 真崎修 / 作詞 - 坂詰美紗子 / 歌 - The Biscats
エンディングテーマ「magic hour」
作曲 - 真崎修 / 編曲 - The Biscats & 真崎修 / 作詞 - Misaki / 歌 - The Biscats

## スタッフ
- キャラクターデザイン・原画 - ユウヤ
- シナリオ - 吉村りりか
- ディレクター - 立松文悦
- 製作・販売 - アイディアファクトリー

## 舞台
『キューピット・パラサイト The Stage』のタイトルで、2021年11月10日から同年11月14日まで全電通労働会館多目的ホールにて上演。2025年7月24日から28日までラゾーナ川崎プラザソルにて再演となる。キャスト、メインスタッフに変更はない。

### スタッフ（舞台）
- 原作 - オトメイト(アイディアファクトリー)
- 企画・製作 - シザーブリッツ
- プロデューサー - 通崎千穂(SrotaStage)
- 脚本・演出 - 江戸川崇(カラスカ)